# Cenocoelius testaceus
Cenocoelius testaceus är en stekelart som beskrevs av Szepligeti 1901. Cenocoelius testaceus ingår i släktet Cenocoelius och familjen bracksteklar. Inga underarter finns listade.